# Вилья-де-Сарагоса
Вилья-де-Сарагоса (исп. Villa de Zaragoza)  —   город и муниципалитет в Мексике, входит в штат Сан-Луис-Потоси. Население — 8732 человека.